# John Eriksen
John Eriksen (Assens, 1957. november 20. – Svendborg, 2002. február 12.) dán válogatott labdarúgó.

## Pályafutása

### Klubcsapatban
1975-ben a Svendborg fB csapatában kezdett futballozni. Két évvel később az Odenséhez került, ahol szintén évig játszott és két alkalommal is megszerezte a gólkirályi címet. 1980-ban Hollandiába a Roda együtteséhez igazolt, melynek színeiben egyetlen szezon alatt sem rúgott 16 gólnál kevesebbet. Az 1984–85-ös szezonban a francia másodosztályban szereplő FC Mulhouse csapatában játszott. 1985-ben a Feyenoord igazolta le, ahol egy évet töltött és ezalatt 20 alkalommal volt eredményes a bajnokságban.
1986-ban Svájcba igazolt, ahol 1986 és 1989 között a Servette, 1989 és 1991 között a Luzern játékosa volt. 1991-ben hazatért Dániába és 1993-ig a Svendborgban játszott.  

### A válogatottban
1981 és 1988 között 17 alkalommal szerepelt a dán válogatottban és 6 gólt szerzett. Részt vett az 1986-os világbajnokságon és az 1988-as Európa-bajnokságon.

## Halála
Pályafutását követően Alzheimer-kórban szenvedett. Élete utolsó három évét egy svendborgi idősek otthonában töltötte. 2002. február 14-én, 44 éves korában hunyt el.

## Sikerei, díjai
Egyéni
- A dán bajnokság gólkirálya (2): 1978 (22 gól), 1979 (20 gól)
- A francia másodosztály gólkirálya (1): 1984–85 (27 gól)
- A svájci bajnokság gólkirálya (2): 1986–87 (28 gól), 1987–88 (36 gól)